# Selago pinea
Selago pinea är en flenörtsväxtart som beskrevs av Heinrich Friedrich Link. Selago pinea ingår i släktet Selago och familjen flenörtsväxter. Inga underarter finns listade i Catalogue of Life.